# Трамбулина (спорт)
Трамбулина је једна од гимнастичарских дисциплина. Састоји се од извођења скокова на трамбулини, при чему вежбач мора да изводи што више гимнастичких елемената у датом тренутку, попут салта, окрета, завртња итд.
Такмичења у трамполини изводе се у појединачној конкуренцији, као и у синхронизованој трамполини, када два вежбача паралелно изводе исту вежбу. Трамполина је представљена на Олимпијским играма као званични спорт 2000. године.